# Gornja Bukovica (Valjevo)
Gornja Bukovica (Servisch cyrillisch Горња Буковица) is een plaats in de Servische gemeente Valjevo. De plaats telt 1117 inwoners (2002).

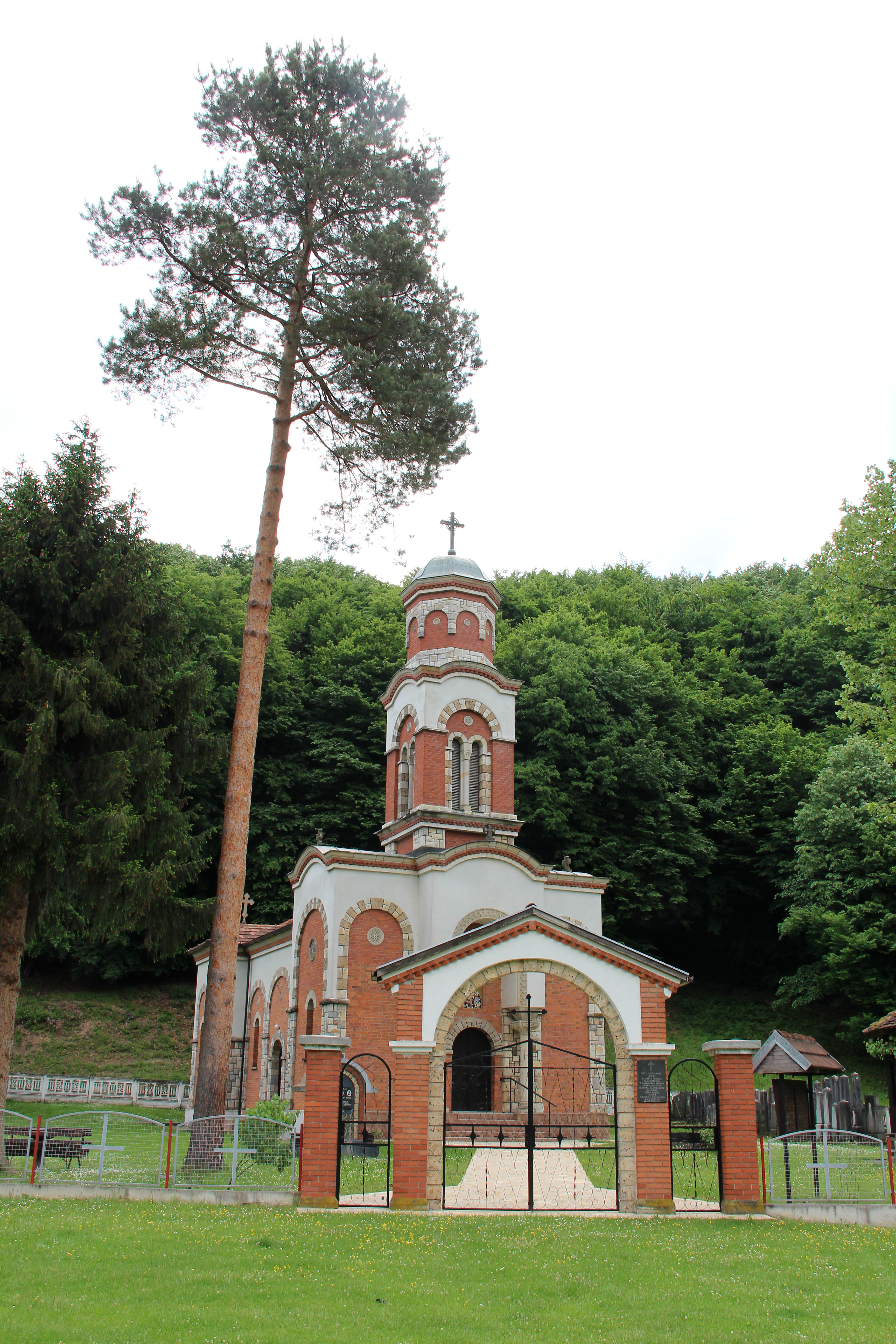
Gornja Bukovica - eglese
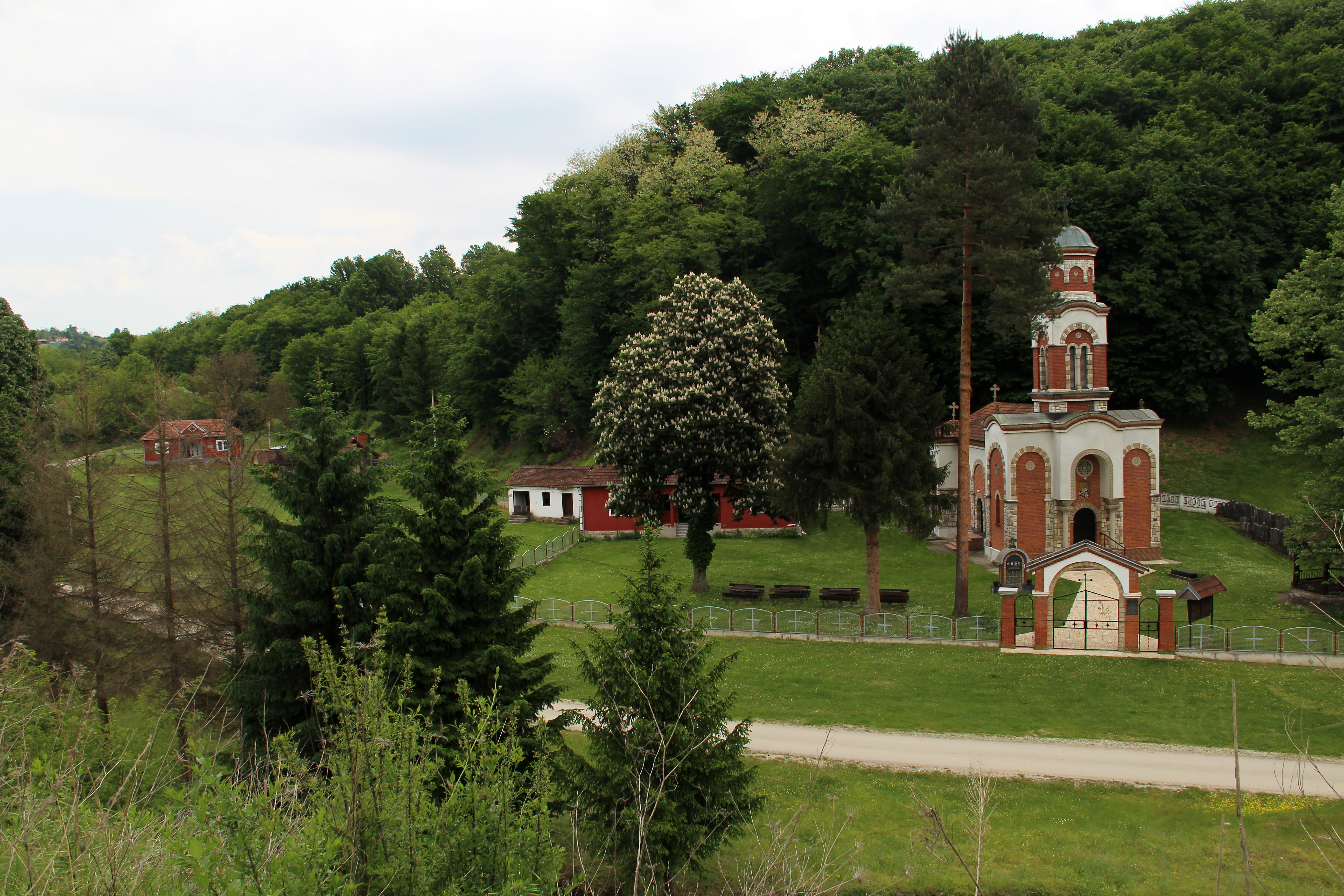
Gornja Bukovica - eglese
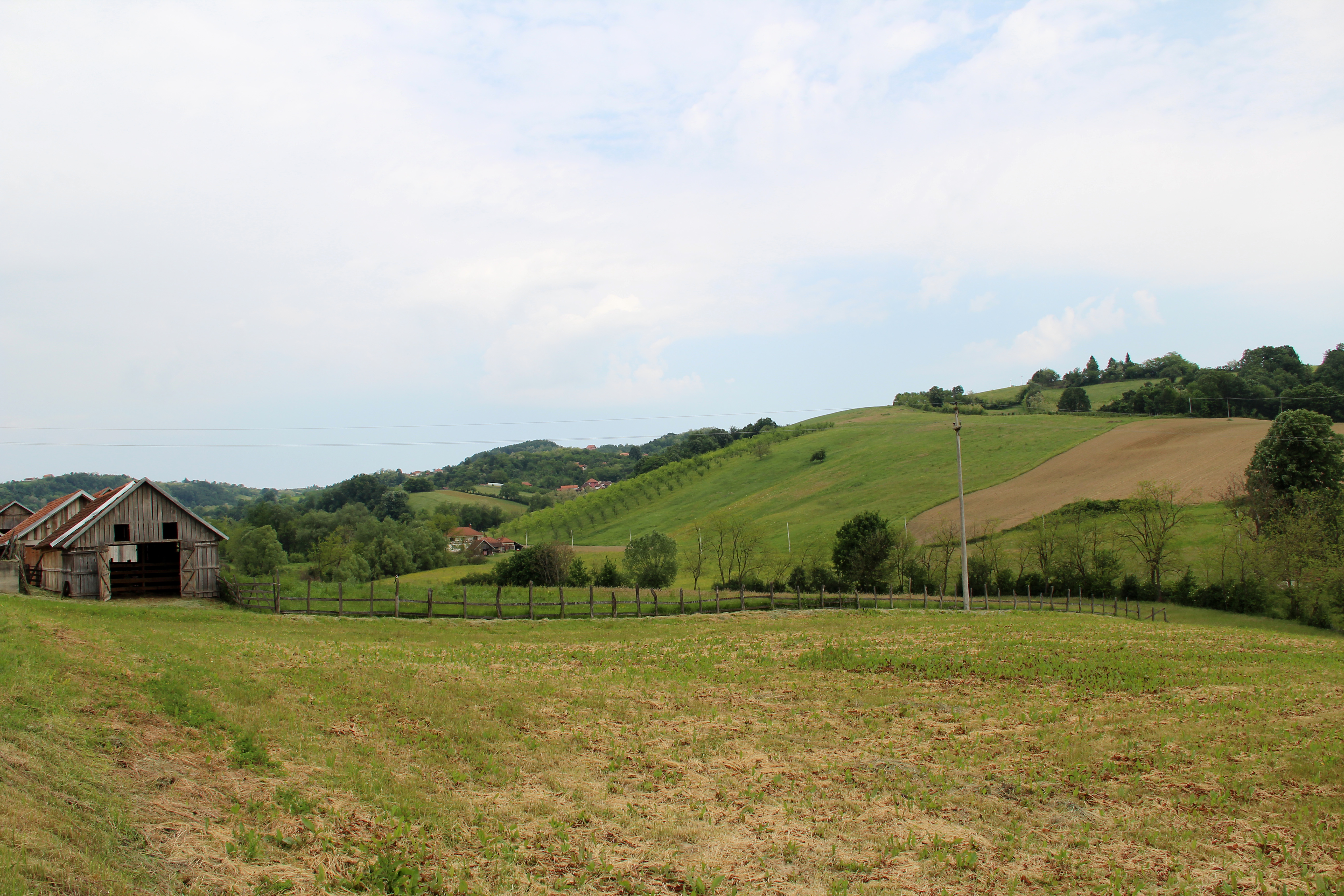
Gornja Bukovica - panorama
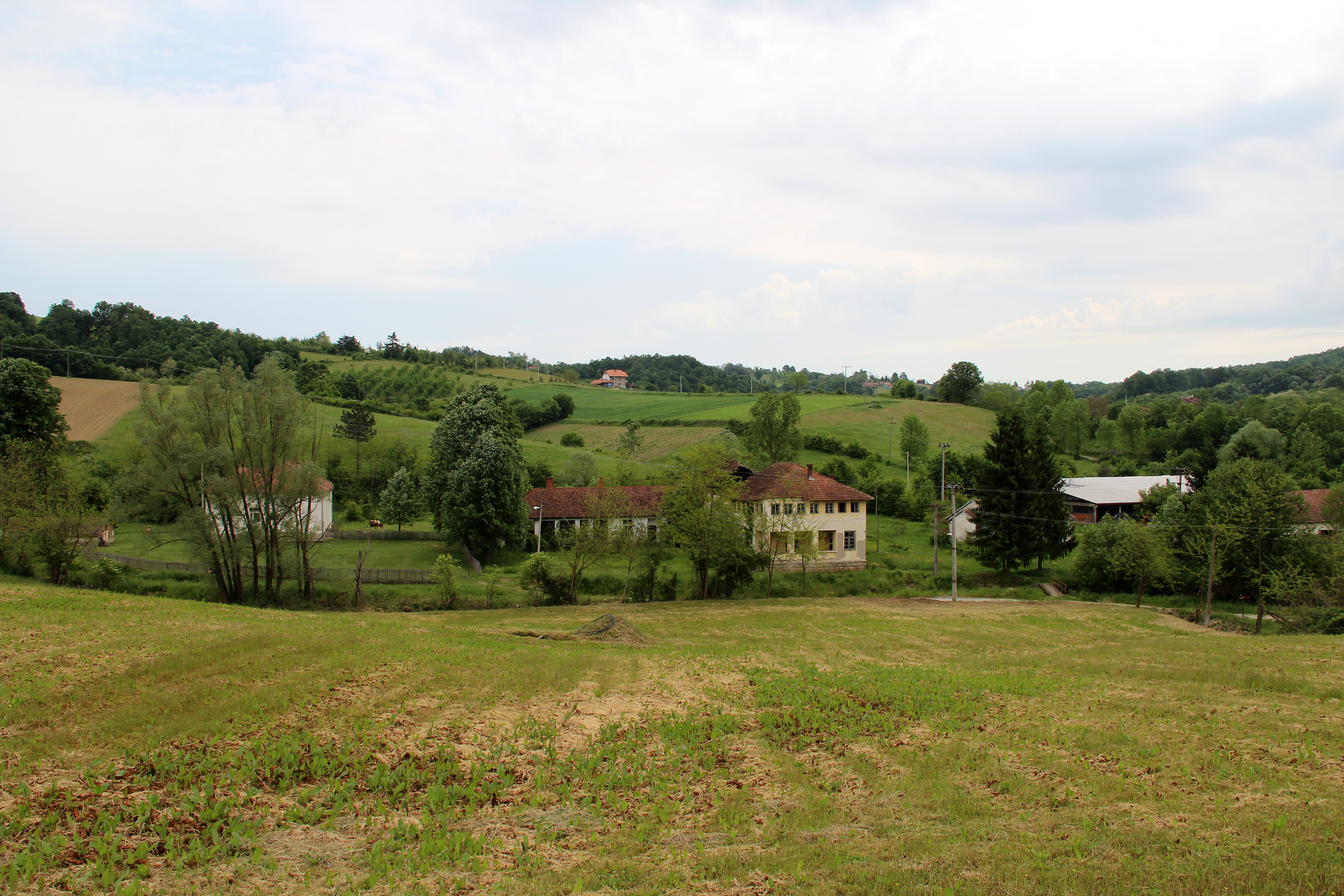
Gornja Bukovica - panorama
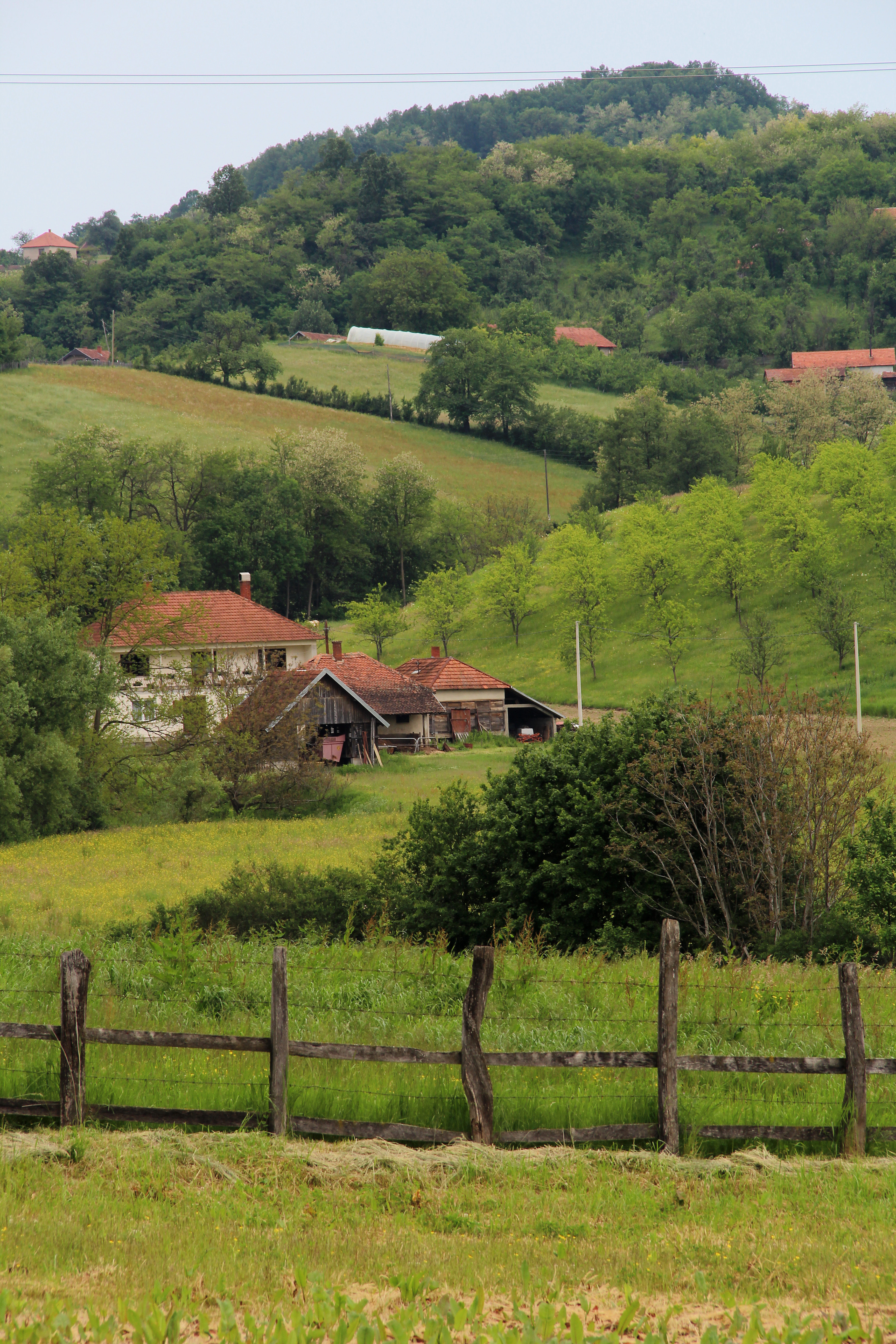
Gornja Bukovica - panorama
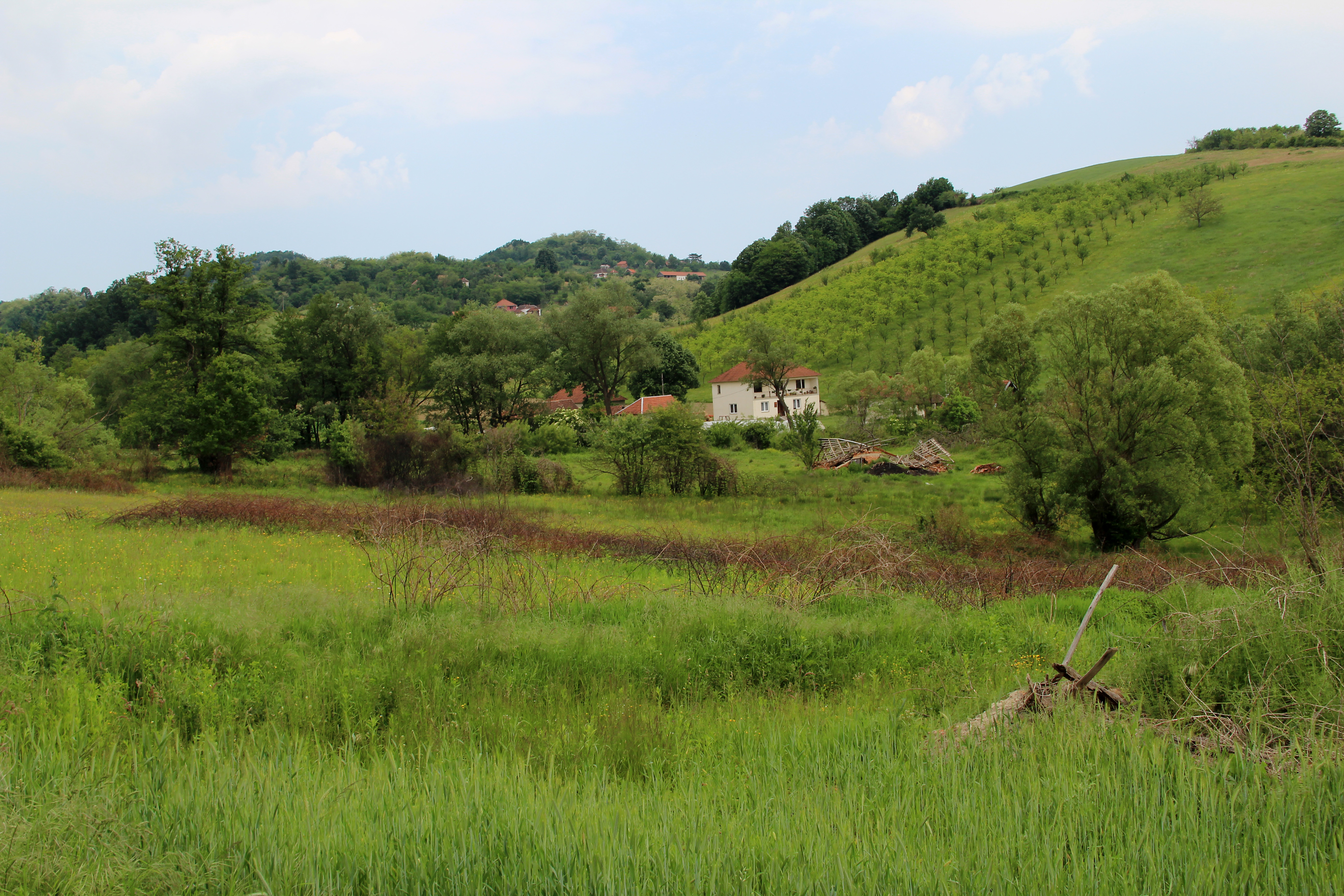
Gornja Bukovica - panorama
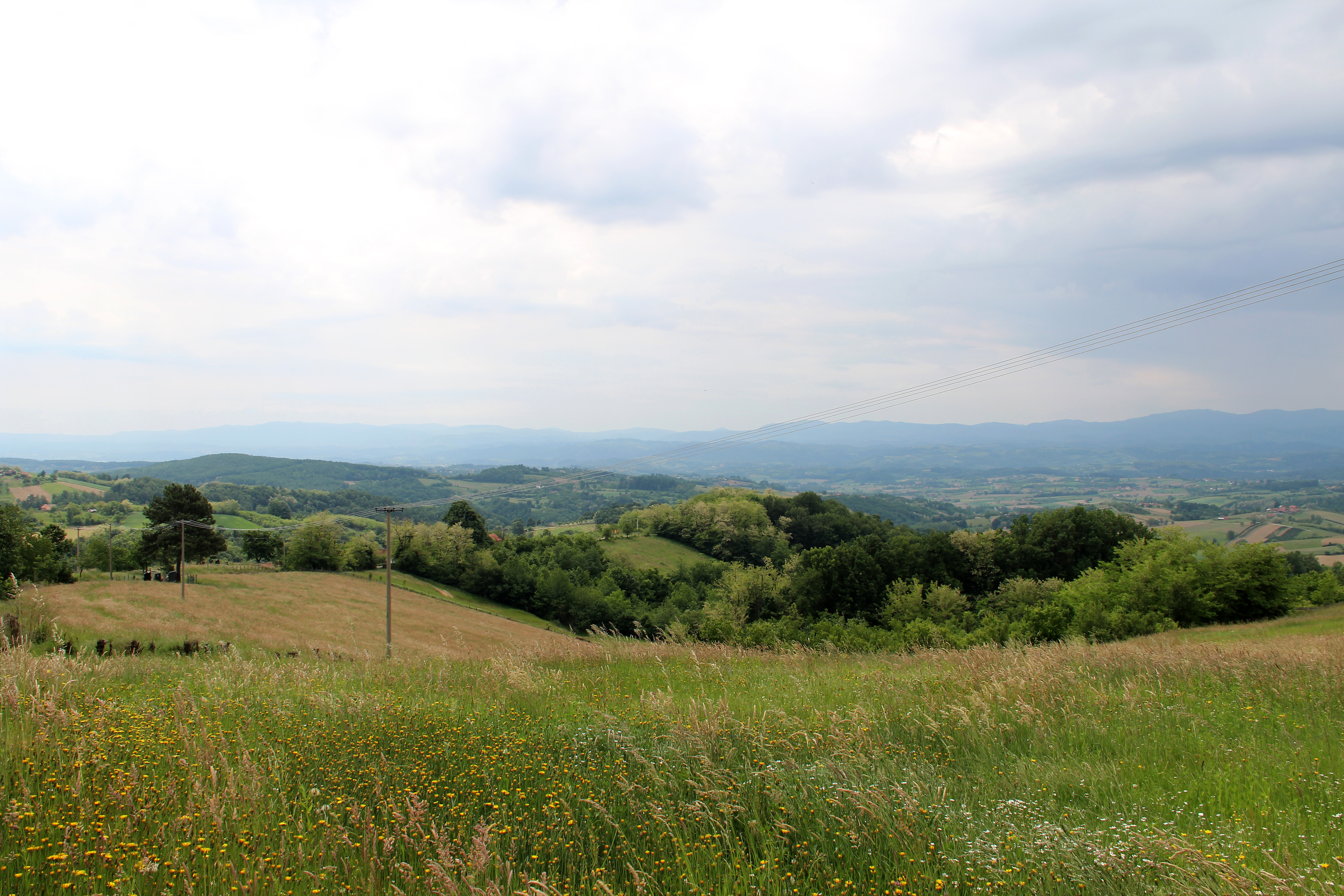
Gornja Bukovica - panorama